# Кароліна Светла
Кароліна Светла (чеськ. Karolina Světlá, уроджена Іоана Роттова Johana Rottová) (24 лютого 1830, Прага — 7 вересня 1899, Прага) — чеська письменниця 19-го століття. Представниця літературної групи «Травневі».

## Життєпис
Старша сестра письменниці Софії Подліпської; виросла у багатій міщанській купецькій родині, де розмовляли німецькою мовою. У 1852 році вийшла заміж за свого вчителя, професора Петра Мужака (Petr Mužák, 1821–1892), який привернув її до чеського коріння. Мала дочку, що померла невдовзі після народження. Щоб відгородитися від проблем зі шлюбом і здоров'ям, Кароліна Светла багато часу присвячувала літературі. Мала близькі стосунки з Яном Нерудою.
Займала активну громадянську позицію, у 1871 році заснувала жіноче об'єднання.
Дебютувала у літературі 1858 року збіркою оповідань із сільського життя «Подвійне пробудження» (Dvojí probuzení). Вважається послідовницею Божени Немцової, великий вплив на неї мала Жорж Санд. Писала здебільшого на сільську тематику, використовуючи чеський фольклор. Її перший «Сільський роман» (Vesnický román) був опублікований у 1867.

## Твори
Написала близько 50 романів і повістей, а також спогади.
Романи:
- První Češka (1861)
- «Сільський роман» Vesnický román (1867)
- «Хрест біля потоку» Kříž u potoka (1868)
- Kantůrčice (1869)
- «Франтіна» Frantina (1870)
- Poslední paní Hlohovská (1870)
- Zvonečková královna (1872)
- Nemodlenec (1873)
- Miláček lidu svého (1882)

Оповідання і повісті:
- «Подвійне пробудження» Dvojí probuzení (1858)
- Sestry (1859)
- Společnice (1859)
- «Анежка із сім’ї кравця» O krejčíkovic Anežce (1860)
- Zamítání (1860)
- Láska k básníkovi (1860)
- Za májového večera (1860)
- Několik archů z rodinné kroniky (1862)
- Cikánka (1863)
- Ještě několik archů z rodinné kroniky (1863)
- Lesní panna (1863)
- «Житель скель» Skalák (1863)
- Na úsvitě (1864)
- Lamač a jeho dcera (1864)
- Z tanečních hodin (1866)
- Rozcestí (1866)
- Večer u koryta (1870)
- Hubička (1871)
- Mladší bratr (1871)
- «Чорний Петржичек» Černý Petříček (1871)
- Ten národ (1872)
- Námluvy (1872)
- Nebožka Barbora (1873)
- Okamžik (1873)
- Konec a počátek (1874)
- V zátiší (1878)
- Teta Vavřincová (1879)
- Divousové (1882)
- Z vypravování staré žebračky (1884)
- V hložinách (1885)
- Poslední poustevnice (1886)
- Josefů Josef (1887)
- Větrně (1888)
- Za starých časů (1889)
- U sedmi javorů (1890)
- Blázínek (1891)

Мемуари:
- «Спогади» Upomínky (1874)
- Z literárního soukromí (1880)